# Hanne Darboven
Hanne Darboven (née le 29 avril 1941 à Munich, morte le 9 mars 2009) est une artiste allemande. Elle a participé à de nombreuses expositions internationales. Son œuvre est proche de l'art conceptuel.

## Biographie et œuvres
Après avoir brièvement étudié le piano, elle suit l’enseignement des Beaux-Arts de Hambourg (Hochschule für bildende Künste) de 1962 à 1965, avant de déménager à New York en 1966. Isolée, dans un premier temps, de l’avant-garde de l’époque, elle y fait ensuite la rencontre de Sol Lewitt, Carl Andre ou Joseph Kosuth, représentants de l’art minimal et de l’art conceptuel.
Elle a exposé plusieurs fois à la Documenta à Cassel (documenta 5, 6, 7 et 11), ainsi qu’à la Biennale de Sao Paulo de 1973 et à la Biennale de Venise en 1982.
L'artiste, ayant acquis une renommée internationale, a vécu retirée et solitaire dans la ferme familiale, à Hambourg-Ronneburg. C'est là qu'elle meurt d'un cancer du système lymphatique, en 2009, à l'âge de 67 ans.

### Œuvres
C'est peu après son arrivée à New York qu'elle commence à travailler sur papier millimétré, inscrivant quotidiennement des annotations liées au calendrier, des dates et des chiffres. Les résultats de ses Indices, comme elle les appelle, sont présentés par séries. Les installations composées de feuilles, de partitions, de tableaux, tous encadrés et alignés, peuvent se révéler monumentales.
Sa première exposition personnelle a lieu  à la Galerie Konrad Fischer à Düsseldorf en 1967.
Elle affirme, peu de temps après, "ne plus rien savoir des jours, du temps ; se contenter de prendre l'index mathématique de chaque jour, cette grande invention, cette fiction. Rien écrire, rien à dire ; quelque chose à faire, contempler, agir".
En 1969, avec une méthode résumant graphiquement les ‘’100 indices du siècle’’, elle fait six livres. Darboven utilise la répétition, le retournement et la réflexion, tentant ainsi de conjurer méticuleusement la permanence des structures.
Son travail ordonné et comprenant des décomptes s’inscrit dans la temporalité.
En 1978, elle participe à l’exposition collective « De quelques lignes » aux côtés de François Morellet, Sol Lewitt et d’autres au Consortium à Dijon.
À partir de 1975, elle entame son œuvre majeure, les Schreibzeit (temps d'écriture), dans lesquels elle ajoute de nouveaux éléments à la constitution de ses ensembles : photographies, documents d’archive, objets. Elle recopie des œuvres littéraires (L’Odyssée, d’Homère ou Les Mots de Sartre) ou des articles d’encyclopédie. Ces ensembles d’éléments disparates, unifiés par un travail quotidien, discipliné et répétitif, renvoient à la position de l’artiste au cœur du temps qui passe : le temps de l’écriture, donc, mais aussi le temps historique, balisé par des évènements ou des œuvres charnières qui viennent prendre place dans une chronologie globale.
Son œuvre Darboven's Kulturgeschichte 1880-1983 (Histoire Culturelle 1880-1893), composée de 1589 documents sur papier et de 19 sculptures, synthétise ses différentes recherches. Impossible à envisager dans son ensemble en une seule fois, l’installation place le spectateur au cœur d’un système complexe de signes, constellation de données et d’inscriptions du temps écoulé. La méthodologie stricte avec laquelle Darboven s’est attachée à réaliser l’œuvre amplifie le gigantisme auquel elle nous confronte.
Le temps dans l’œuvre de Darboven n’est pas seulement une partie du quotidien, que l’on expérimente seule, mais c’est aussi une mesure qui marque l’Histoire. Elle convoque dans ses œuvres à la fois la philosophie, la musique, la littérature, l'art, l'Histoire et la culture quotidienne, le tout converge dans une vision unitaire par le biais des nombres et des structures.
À la fin de sa vie, Hanne Darboven se consacre à retranscrire certaines des structures numériques qui composent son œuvre en notations musicales, afin que celles-ci soient interprétées de façon traditionnelle par des musiciens.

### Sources
- (de) Cet article est partiellement ou en totalité issu de l’article de Wikipédia en allemand intitulé « Hanne Darboven » (voir la liste des auteurs).
- Catalogue 4° Biennale de Lyon, RMN, 1997,  (ISBN 2-7118-3574-X)
- Dictionnaire multimédia de l'art moderne et contemporain, CD-ROM, éd. Hazan, Videomuseum, RMN, Akal, 1996.